# Ranidae
I Ranidi (Ranidae Rafinesque, 1814) sono una famiglia di anfibi dell'ordine degli Anuri.

## Descrizione
Si tratta di anfibi provvisti di una cintura scapolare di tipo firmisterno (cioè le due metà sono saldate estremità con estremità).

## Distribuzione
La famiglia dei Ranidi è diffusa praticamente in tutto il mondo, tranne che  in America meridionale, Sudafrica, Madagascar e gran parte dell'Australia.

## Sistematica
Comprende 26 generi, più alcune specie di incerta collocazione, per un totale di 419 specie:
- Abavorana Oliver, Prendini, Kraus, and Raxworthy, 2015 (2 sp.)
- Amnirana Dubois, 1992 (10 sp.)
- Amolops Cope , 1865 (69 sp.)
- Babina Thompson, 1912 (2 sp.)
- Chalcorana Dubois , 1992 (9 sp.)
- Clinotarsus Mivart, 1869 (3 sp.)
- Glandirana Fei, Ye, and Huang, 1990 (5 sp.)
- Huia Yang, 1991 (6 sp.)
- Humerana Dubois, 1992 (3 sp.)
- Hydrophylax Fitzinger, 1843 (4 sp.)
- Hylarana Tschudi, 1838 (4 sp.)
- Indosylvirana Oliver, Prendini, Kraus, and Raxworthy , 2015 (13 sp.)
- Lithobates Fitzinger, 1843 (51 sp.)
- Meristogenys Yang, 1991 (13 sp.)
- Nidirana Dubois, 1992 (15 sp.)
- Odorrana Fei, Ye, and Huang , 1990 (60 sp.)
- Papurana Dubois, 1992 (19 sp.)
- Pelophylax Fitzinger, 1843 (22 sp.)
- Pseudorana Fei, Ye, and Huang, 1990 (1 sp.)
- Pterorana Kiyasetuo and Khare, 1986 (1 sp.)
- Pulchrana Dubois, 1992 (18 sp.)
- Rana Linnaeus, 1758 (53 sp.)
- Sanguirana Dubois, 1992 (8 sp.)
- Staurois Cope, 1865 (6 sp.)
- Sumaterana Arifin, Smart, Hertwig, Smith, Iskandar, and Haas, 2018 (3 sp.)
- Sylvirana Dubois, 1992 (12 sp.)
- Incertae sedis:
  - "Hylarana" chitwanensis (Das, 1998)
  - "Hylarana" garoensis (Boulenger, 1920)
  - "Hylarana" lateralis (Boulenger, 1887)
  - "Hylarana" latouchii (Boulenger, 1899)
  - "Hylarana" margariana Anderson, 1879
  - "Hylarana" montivaga (Smith, 1921)
  - "Hylarana" persimilis (Van Kampen, 1923)